# XM-2
O XM-2, também conhecido como XM Rock, é um satélite de comunicação geoestacionário estadunidense que foi construído pela Boeing, ele está localizado na posição orbital de 27 graus de longitude oeste e foi operado pela XM Satellite Radio até a sua fusão com a Sirius XM Holdings. O satélite foi baseado na plataforma BSS-702 e foi equipado com dois transponders em banda S, o mesmo possui uma expectativa de vida útil estimada de 15 anos. O XM-2 foi desligado em dezembro de 2006, o satélite permanece em órbita como reserva, mas, está planejado para ser retirado em 2014.

## Lançamento
O satélite foi lançado com sucesso ao espaço no dia 18 de março de 2001 às 22:33 UTC, por meio de um veiculo Zenit-3SL lançado a partir da plataforma de lançamento marítima da Sea Launch, a Odyssey. Ele tinha uma massa de lançamento de 4 682 kg.